# キング・シェパード
キング・シェパード（英語:King Shepherd）は、近年になって作出されたアメリカ原産のシェパード犬種の一つである。主要な畜犬団体に認められた犬種ではない。

## 歴史
1990年代初頭、ジャーマン・シェパード・ドッグの大型化を図り、丈夫で知的な犬種を目指してジャーマン・シェパードの中から大きな個体を選んだ選択交配の結果作出された犬種である。繁殖にはこの他長毛のヨーロピアン・シェパード、シャイロ・シェパード、アラスカン・マラミュート、グレート・ピレニーズが関わったとされる。主に番犬、牧羊等の実務の他、コンパニオン、ショードッグとして用いられる。

## 特徴
体高は雄74cm以上、雌69cmで、体重は雄59～68kg、雌41～50kg。
大柄でがっしりとし、体つきは筋肉質で強健な印象を与える。体高に対し胴が長い。頭部は大きく充実し均整がとれ、額は丸みを帯びている。歩様はリーチが長く非常にパワフルである。耳は立ち耳で、尾はふさふさしたサーベル型の垂れ尾である。コートはやや長めの中毛で、スムース・コートタイプの血統も維持されている。長毛、カールした毛、軟毛は重大な欠点とされる。毛色は様々な色調のバイカラー、セーブルが多く、次いでブラック・アンド・タン、などがある。希釈された毛色すなわちブルー、シルバー、レバー等は重大な欠点とされ、ホワイトは認められない。換毛量は多く、トップコートは通年、アンダーコートは年に二回程度の換毛がある。週に数回のブラッシングが必要である。体格が大きく、毛量も多いため冷涼な気候を好む。